# Burnhaupt-le-Haut
Burnhaupt-le-Haut (deutsch Oberburnhaupt, elsässisch Ewerburnhaipt) ist eine französische Gemeinde mit 1.753 Einwohnern (Stand 1. Januar 2022) im Département Haut-Rhin in der Region Grand Est (bis 2015 Elsass). Sie gehört zum Arrondissement Thann-Guebwiller, zum Kanton Masevaux-Niederbruck und zum Gemeindeverband Vallée de la Doller et Soultzbach.

## Geografie
Die Gemeinde Burnhaupt-le-Haut liegt etwa 15 Kilometer südwestlich von Mülhausen, nahe der Burgundischen Pforte. Durch den Norden des Gemeindegebietes fließt die Doller. An der südwestlichen Gemeindegrenze verläuft der Krebsbach, der hier noch Spechbach genannt wird. Die Gemeinde ist ein wichtiger Verkehrsknoten: hier treffen die A 36 (Mülhausen-Besançon), die zweistreifig ausgebaute D 83 (nach Colmar) sowie einige Landstraßen aufeinander.
Nachbargemeinden von Burnhaupt-le-Haut sind Aspach-le-Bas im Norden, Schweighouse-Thann im Nordosten, Burnhaupt-le-Bas im Südosten und Süden, Soppe-le-Bas im Südwesten sowie Guewenheim im Nordwesten.

## Geschichte
Die Abtei Masevaux war schon früh im Ort begütert. Bis 1324 gehörte der Ort zur Grafschaft Pfirt und kam dann durch die Heirat der Johanna von Pfirt mit Herzog Albrecht II. von Österreich an Habsburg. Im Westfälischen Frieden 1648 ging der Ort mit dem ganzen elsässischen Besitz der Habsburger an die französische Krone. Bis zur Revolution 1789 war Burnhaupt Hauptort der zur Herrschaft Thann gehörigen Vogtei Burnhaupt. 1376 hausten die Söldnerbanden des Enguerrand VII. de Coucy  im Ort.  Das Dorf wurde im Dreißigjährigen Krieg verwüstet und nach dem Krieg durch einwandernde Schweizer und Tiroler neu besiedelt. Von 1871 bis zum Ende des Ersten Weltkrieges gehörte Oberburnhaupt als Teil des Reichslandes Elsaß-Lothringen zum Deutschen Reich und war dem Kreis Thann im Bezirk Oberelsaß zugeordnet.
1302 wird nur eine Kirche für die beiden Burnhaupt-Dörfer erwähnt, 1418 geht aus den Urkunden hervor, dass sowohl das untere als auch das obere Burnhaupt ein eigenes Gotteshaus besitzen.  

### Bevölkerungsentwicklung
| Jahr      | 1910 | 1962 | 1968 | 1975 | 1982 | 1990 | 1999 | 2007 | 2017 |
| --------- | ---- | ---- | ---- | ---- | ---- | ---- | ---- | ---- | ---- |
| Einwohner | 918  | 900  | 977  | 1084 | 1294 | 1426 | 1503 | 1598 | 1882 |

## Wappen
Wappenbeschreibung: In Blau ein silbernes durchgehendes Andreaskreuz begleitet von je einen fünfstrahligen silbernen Stern.

## Bauwerke
Sankt Bonifaziuskirche: Nach der Zerstörung des 1789 geweihten Gotteshauses im Ersten Weltkrieg wurde 1928/29 die jetzige Kirche in sehr frei historisierenden Formen errichtet: das Schiff in einer stark versachlichten Neugotik. Dagegen sieht man am Turm und seinen flankierenden Vorhallen Rundbogen. Ein ganz außergewöhnlicher Bauschmuck ist der breite Schachbrettfries unter der Traufe des Schiffs. Bei den Altären Art-Déco-Einfluss.   
Die Mairie war ursprünglich ein spätklassizistisches Schulhaus der Louis-Philippe-Zeit mit Dreiecksgiebel über der Gebäudemitte. Später verändert  (Mansarden-Dach, Fünfeckgiebel über der Fassade).    
|  |  |

## Wirtschaft
Zu Burnhaupt-le-Haut gehört die Zone Industrielle du Pont d’Aspach. Zu den dort ansässigen Unternehmen gehören Betriebe der Branchen:
- Glasbeschichtung (Architekturglas)
- Elektronikhersteller, Zulieferer
- Automatisierungstechnik
- Engineering/Software
- Supermarkt und Beherbergungsbetriebe